# يون يونغ-سن

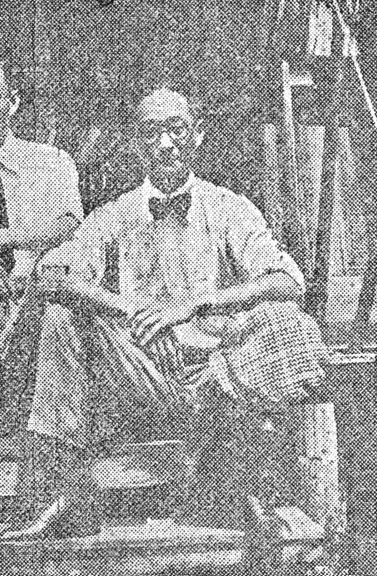
يون يونغ سون (الابن الأكبر ليون تشي هو)

يون يونغ-سن هو سياسي كوري جنوبي، ولد في 25 ديسمبر 1896، وتوفي في 6 فبراير 1988.